# Hikari Minami
Hikari Minami (en japonés: みなみ 飛香, Minami Hikari) (Kōbe, 27 de diciembre de 1994) es una luchadora profesional japonesa, reconocida por su paso por Ice Ribbon. 

## Carrera profesional

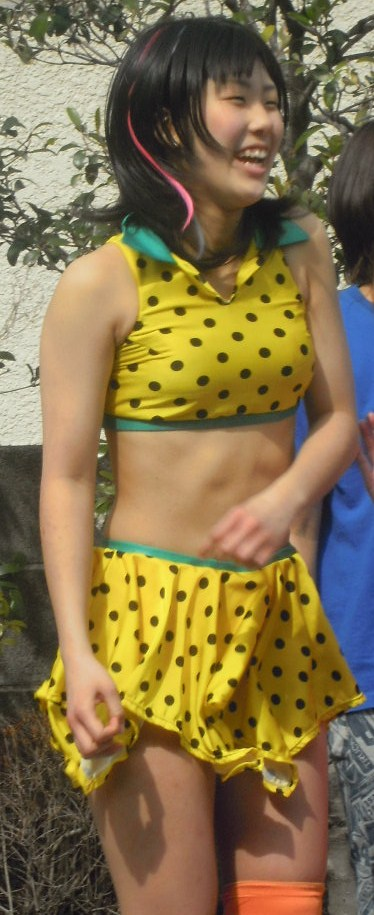
Luchadora profesional japonesa, Hikari Minami. 6 de marzo de 2011. Ice Ribbon Sangen-jaya.

### Ice Ribbon (2006–2012)
Minami fue entrenada por la luchadora de Gatokunyan Emi Sakura e hizo su debut en la lucha profesional a los once años, el 12 de febrero de 2006, trabajando bajo el nombre de Hikari y enfrentándose a Sakura, Aika Ando, Hinata y Kinoko en un combate a cinco bandas en un evento celebrado en Itabashi (Tokio). El 29 de abril, Hikari ganó su primer campeonato de lucha profesional, derrotando a Aika para ganar el Campeonato de Peso Pesado Ironman del Dramatic Dream Team (DDT). Seis días más tarde, Hikari perdió el título ante Misae Genki, pero lo recuperó de manos de Miki Ishii ese mismo día. El segundo reinado de Hikari con el título llegó a su fin el 5 de junio, cuando fue derrotada por Natsuki☆Head.
En abril de 2006, Sakura dejó Gatokunyan y se llevó a la mayoría de sus aprendices, incluida Hikari, para formar el núcleo de su nueva promoción Ice Ribbon. Hikari debutó con Ice Ribbon en el segundo evento de la promoción, el 20 de junio, derrotando a su amiga de la escuela primaria, Seina. Durante los seis meses siguientes, Hikari y Seina desarrollaron una rivalidad argumental, enfrentándose en cuatro combates individuales más, de los que Hikari salió vencedora por 4-1. El 5 de diciembre, Hikari luchó contra el luchador masculino Ken Ohka hasta un empate con límite de tiempo, lo que llevó a las dos a formar una asociación el 8 de enero de 2007. Las dos han luchado de forma semirregular como equipo de etiqueta desde entonces.
A finales de enero, Hikari comenzó a competir bajo el nombre de Hikari Minami, después de obtener la bendición de la antigua luchadora del All Japan Women's Pro-Wrestling y amiga de la familia, Suzuka Minami, para utilizar el apellido. En la historia, a veces se hace referencia a Hikari como la sobrina de Suzuka y se la presenta como la "Segunda Generación de Lobos Marinos"; los Lobos Marinos eran el antiguo equipo de Suzuka Minami y Akira Hokuto. Durante el resto del año, la rivalidad de Minami con Seina también incluyó a Riho, la hermana menor de Seina.
Desde el 7 de diciembre de 2007 hasta el 13 de diciembre de 2008, Minami se tomó un año entero de descanso de la lucha profesional para concentrarse en terminar la escuela secundaria. En su combate de regreso, Minami luchó contra su antigua rival Seina hasta un empate con límite de tiempo. Al año siguiente, Minami comenzó a disputar el campeonato más importante de Ice Ribbon, el Campeonato ICE×60, fracasando en dos combates por el título contra Emi Sakura y uno contra Tsukasa Fujimoto.
El 5 de junio de 2010, Minami se convirtió en heel al atacar por la espalda a la campeona de ICE×60, Emi Sakura, después de que ésta defendiera con éxito el título contra Tsukushi, antes de anunciar su intención de ir ella misma a por el campeonato. El 10 de julio, Minami derrotó a Hikaru Shida, Riho y Tsukasa Fujimoto en un combate a cuatro bandas, anotando las tres eliminaciones en el proceso, para convertirse en la aspirante número uno al título de Sakura. Nueve días después, Minami derrotó a Sakura para ganar el Campeonato ICE×60 por primera vez. Tras un reinado de 66 días, Minami perdió el título ante la luchadora del JWP Joshi Puroresu Command Bolshoi en su primera defensa.
El 24 de diciembre, Minami debutó para Smash en Happening Eve, donde formó equipo con Chii Tomiya y Kushida en un combate tag team de seis personas, donde fueron derrotados por Isami Kodaka, Makoto y Yusuke Kodama. A finales de 2010 y principios de 2011, Minami hizo apariciones para Union Pro Wrestling, actuando bajo una máscara y el personaje de Black Cherry #2 como parte de la rivalidad argumental entre Cherry y Black Cherry, interpretada por la también luchadora de Ice Ribbon Riho. Minami regresó a Smash el 31 de marzo de 2011, en Smash.15 donde ella, Riho y Tsukushi derrotaron a Emi Sakura, Makoto y Mochi Miyagi en un combate por equipos de seis mujeres.
Al mes siguiente, Minami y Riho comenzaron a producir sus propios eventos bajo el nombre de "Teens", que se centrarían en destacar a las luchadoras más jóvenes de Ice Ribbon. El 27 de mayo, Minami derrotó a Tsukushi para ganar por primera vez el Campeonato de Internet Wrestling 19 del proyecto 19 O'Clock Girls ProWrestling. El 15 de junio, Minami derrotó a Remi Nagano para ganar el Campeonato Ironman Heavymetalweight por tercera vez. y perdió el título ante Emi Sakura ese mismo día. El 7 de agosto, Minami debutó en la promoción JWP, perdiendo ante Command Bolshoi. Durante el combate, Minami sufrió un labio ensangrentado y una rotura de tímpano como consecuencia de los múltiples shoteis que Bolshoi le propinó.
Tras su regreso a Ice Ribbon, Minami venció a la campeona de ICE×60, Tsukasa Fujimoto, el 13 de agosto en un combate por la caída del capitán de un equipo de diez mujeres y, como resultado, fue nombrada aspirante número uno a su título. Durante las siguientes semanas, Minami defendió con éxito el título contra Chii Tomiya y Hikaru Shida. En octubre, Minami, Emi Sakura, Hikaru Shida y Tsukasa Fujimoto viajaron a Nottingham (Reino Unido), para participar en eventos promovidos por Pro Wrestling EVE y Southside Wrestling Entertainment (SWE). Durante la gira, Minami defendió con éxito el Campeonato ICE×60 por tercera vez, contra Shanna.
Durante 2011, Minami también participó en la rivalidad interpromocional de Ice Ribbon con la promoción Sendai Girls' Pro Wrestling. El 27 de octubre, Minami, Emi Sakura, Hikaru Shida, Tsukasa Fujimoto y Tsukushi representaron a Ice Ribbon en el torneo Joshi Puroresu Dantai Taikou Flash de Sendai, un torneo de eliminación simple, en el que se enfrentaron diferentes promociones de joshi. El equipo fue eliminado del torneo en la primera ronda por el equipo Sendai (Meiko Satomura, Dash Chisako, Kagetsu, Miyako Morino y Sendai Sachiko).
Tras defender con éxito el Campeonato ICE×60 contra Kurumi el 5 de noviembre, Minami continuó con su comportamiento de heel, primero negándose a aceptar el reto de Tsukasa Fujimoto por el título y luego llamando dictadora a Emi Sakura y acusándola de tener favoritos, después de que el combate por el título se hiciera oficial. El 19 de noviembre, Minami perdió el Campeonato ICE×60 de nuevo contra Fujimoto en su quinta defensa, poniendo fin a su reinado en 90 días.
A pesar de haber sido tres veces campeona de peso pesado de Ironman, Minami no empezó a trabajar con regularidad para DDT Pro-Wrestling hasta noviembre de 2011, cuando participó en una batalla real de audición, que finalmente llevó a Danshoku Dino y Makoto Oishi a elegirla como nuevo miembro de su cuadra Homoiro Clover Z, rompiendo la larga asociación de Minami con Ken Ohka en el proceso.
El 25 de diciembre en RibbonMania 2011, Seina regresó a Ice Ribbon, después de un paréntesis de dos años, para luchar en su combate de retirada contra su hermana Riho. Tras el combate, una llorosa Minami entró en el ring y retó a su amiga de la infancia a un combate de tres minutos, que ella aceptó. Minami ganó el combate en poco menos de tres minutos con el Blockbuster. El 4 de enero de 2012, Minami ganó Ribbon: The Best 2012, un combate por equipos de seis personas para determinar la nueva cara de la promoción tras la marcha de Emi Sakura. Tras una pausa de nueve meses, Minami recuperó el concepto Teens, produciendo Teens4 el 3 de marzo, donde fue derrotada por Riho en el evento principal.
El 28 de julio, Minami se reunió con Command Bolshoi para participar en el torneo anual Natsu Onna Kettei de JWP, que esta vez coprodujo con Ice Ribbon. Tras una victoria sobre el equipo de Kazuki y Miyako Matsumoto, Minami y Bolshoi fueron eliminadas del torneo por Arisa Nakajima y Hikaru Shida en un combate de semifinales que se fue a la prórroga tras un empate original de quince minutos.
El 20 de agosto, en Teens7, Minami formó equipo con Mayu Iwatani, de Stardom, en un evento principal por equipos, donde fueron derrotadas por Eri Susa, de Stardom, y Manami Katsu, de JWP. Tras el combate, Minami anunció que se tomaba un descanso indefinido de la lucha libre profesional para concentrarse en su examen de acceso a la universidad. El 2 de enero de 2013, se anunció que Minami había dejado oficialmente Ice Ribbon a partir del 31 de diciembre de 2012.

### Apple Star Puroresu (2015–presente)
El 6 de octubre de 2015, se anunció que Minami regresaría y lucharía su primer combate en más de tres años en el evento inaugural de Apple Star Puroresu el 27 de noviembre de 2015. Ese día, Minami fue derrotada en su combate de regreso por Ayako Hamada. El 10 de enero de 2016, se anunció que Minami había firmado un contrato exclusivo con Apple Star Puroresu. El 28 de febrero, Minami hizo su debut para Reina Joshi Puroresu, haciendo equipo con Konami en un combate por equipos, donde fueron derrotados por Kagetsu y Yako Fujigasaki.

## Campeonatos y logros
- 666
  - Young Ribbon Mix Tag Team Championship (1 vez) – con Dynasty[2]
  - Mixed Tag Team 1Day Tournament (2011) – con Dynasty[66]
- Dramatic Dream Team / DDT Pro-Wrestling
  - Ironman Heavymetalweight Championship (3 veces)[2][5]
- Ice Ribbon
  - ICE×60 Championship (2 veces)[2]
  - IW19 Championship (1 vez)[2]